# Cantois
Cantois (okzitanisch Cantòis) ist eine ehemalige französische Gemeinde mit 237 Einwohnern (Stand: 1. Januar 2016) im Département Gironde in der Region Nouvelle-Aquitaine (vor 2016 Aquitaine). Sie gehörte zum Arrondissement Langon. Die Einwohner werden Cantoisiens und Cantoisiennes genannt.
Der Erlass des Präfekten vom 28. September 2018 legte mit Wirkung zum 1. Januar 2019 die Eingliederung von Cantois ohne Status einer Commune déléguée zusammen mit der früheren Gemeinde Arbis zur Commune nouvelle Porte-de-Benauge fest.
Der Erlass des Präfekten vom 25. November 2024 legte mit Wirkung zum 1. Januar 2025 die Eingliederung von Porte-de-Benauge zusammen mit der früheren Gemeinde Saint-Genis-du-Bois zur neuen, gleichnamigen Commune nouvelle Porte-de-Benauge fest.

## Geografie
Cantois liegt etwa 32 Kilometer ostsüdöstlich von Bordeaux und etwa 16 Kilometer nördlich von Langon im Weinbaugebiet Entre deux mers der Région naturelle Entre-Deux-Mers. Das Ortsgebiet befindet sich im Einzugsgebiet der Garonne und wird vom zeitweise trockenfallenden Ruisseau de Machique und von einem weiteren trockenfallenden Bach entwässert, der am Zentrum vorbeifließt.
Das Bodenrelief von Cantois ist hügelig. Die maximale Höhe von 106 m ist auf einer isolierten Erhebung nahe dem Weiler Les Queyron zu finden. Das Zentrum liegt in einem flachen Tal auf etwa 60 m Höhe. Die tiefste Stelle wird im äußersten Westen beim Austritt des Ruisseau de Machique aus dem Ortsgebiet mit 44 m gemessen.
Umgeben wird Cantois von den Nachbargemeinden und zwei Ortsteilen von Porte-de-Benauge:
| Ladaux           | Montignac                                   | Saint-Genis-du-Bois (Ortsteil) |
|                  | Kompassrose, die auf Nachbargemeinden zeigt | Coirac                         |
| Arbis (Ortsteil) | Saint-Pierre-de-Bat                         | Gornac                         |

## Geschichte
Das Gebiet von Cantois ist seit der gallorömischen Zeit besiedelt. Entdeckte Überreste sowie die Ortsnamen Les Queyrons, Freylon und Meyssau und andere in der Umgebung entdeckte Reste zeugen von dieser antiken Besiedelung. Reste der Erdhügelburg
von La Mazerolle weisen auf die Kontinuität dieser Siedlung im Mittelalter hin.

## Bevölkerungsentwicklung

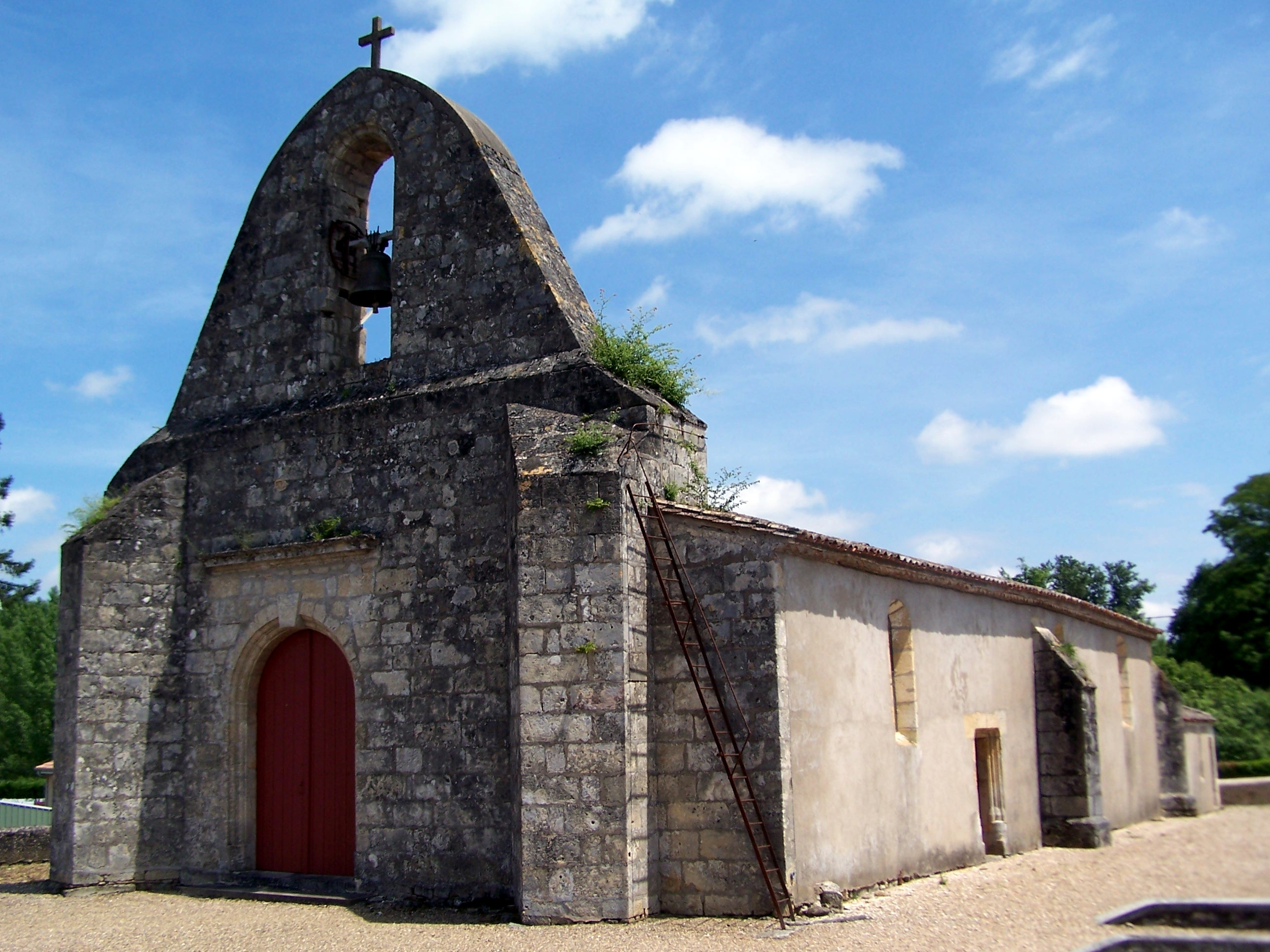
Kirche Saint-Sernin

| Cantois: Einwohnerzahlen von 1793 bis 2013                                                                                 | Cantois: Einwohnerzahlen von 1793 bis 2013 | Cantois: Einwohnerzahlen von 1793 bis 2013 | Cantois: Einwohnerzahlen von 1793 bis 2013 | Cantois: Einwohnerzahlen von 1793 bis 2013 |
| --- | ------------------------------------------ | ------------------------------------------ | ------------------------------------------ | ------------------------------------------ |
| Jahr |                                            |                                            |                                            | Einwohner                                  |
| 1793 | 1793                                       |                                            | 255                                        | 255                                        |
| 1800 | 1800                                       |                                            | 265                                        | 265                                        |
| 1806 | 1806                                       |                                            | 289                                        | 289                                        |
| 1821 | 1821                                       |                                            | 299                                        | 299                                        |
| 1831 | 1831                                       |                                            | 265                                        | 265                                        |
| 1836 | 1836                                       |                                            | 235                                        | 235                                        |
| 1841 | 1841                                       |                                            | 217                                        | 217                                        |
| 1846 | 1846                                       |                                            | 239                                        | 239                                        |
| 1851 | 1851                                       |                                            | 257                                        | 257                                        |
| 1856 | 1856                                       |                                            | 262                                        | 262                                        |
| 1861 | 1861                                       |                                            | 300                                        | 300                                        |
| 1866 | 1866                                       |                                            | 284                                        | 284                                        |
| 1872 | 1872                                       |                                            | 272                                        | 272                                        |
| 1876 | 1876                                       |                                            | 270                                        | 270                                        |
| 1881 | 1881                                       |                                            | 254                                        | 254                                        |
| 1886 | 1886                                       |                                            | 223                                        | 223                                        |
| 1891 | 1891                                       |                                            | 229                                        | 229                                        |
| 1896 | 1896                                       |                                            | 224                                        | 224                                        |
| 1901 | 1901                                       |                                            | 217                                        | 217                                        |
| 1906 | 1906                                       |                                            | 264                                        | 264                                        |
| 1911 | 1911                                       |                                            | 210                                        | 210                                        |
| 1921 | 1921                                       |                                            | 214                                        | 214                                        |
| 1926 | 1926                                       |                                            | 205                                        | 205                                        |
| 1931 | 1931                                       |                                            | 242                                        | 242                                        |
| 1936 | 1936                                       |                                            | 219                                        | 219                                        |
| 1946 | 1946                                       |                                            | 219                                        | 219                                        |
| 1954 | 1954                                       |                                            | 229                                        | 229                                        |
| 1962 | 1962                                       |                                            | 222                                        | 222                                        |
| 1968 | 1968                                       |                                            | 214                                        | 214                                        |
| 1975 | 1975                                       |                                            | 189                                        | 189                                        |
| 1982 | 1982                                       |                                            | 201                                        | 201                                        |
| 1990 | 1990                                       |                                            | 180                                        | 180                                        |
| 1999 | 1999                                       |                                            | 173                                        | 173                                        |
| 2006 | 2006                                       |                                            | 211                                        | 211                                        |
| 2013 | 2013                                       |                                            | 230                                        | 230                                        |
| Quelle(n): EHESS/Cassini bis 1999, INSEE ab 2006 Anmerkung(en): Ab 1962 offizielle Zahlen ohne Einwohner mit Zweitwohnsitz |                                            |                                            |                                            |                                            |

## Sehenswürdigkeiten
- Pfarrkirche Saint-Sernin aus dem 14. Jahrhundert
- Wohnhaus, genannt Château du Bourg oder Château Collas aus dem 18. Jahrhundert, im 19. Jahrhundert erweitert